# هيئة تطوير الأحساء
هيئة تطوير محافظة الأحساء هي هيئة حكومية سعودية تأسست بأمر ملكي في 5 مايو 2022م.

## أعمال الهيئة
تعمل هيئة تطوير محافظة الأحساء على تعزيز الاستفادة من الإمكانات المتوفرة بالمحافظة، وتنمية المكونات الطبيعية والسياحية والتراثية والثقافية فيها، والمساهمة في إيجاد بيئة تنموية متوازنة ومستدامة، تدعم اقتصاد المحافظة، وتعزز التطوير والتحديث والتنوع.

## مجلس الإدارة
يتكون مجلس إدارة هيئة تطوير الأحساء من الأمير سعود بن بندر بن عبد العزيز، نائب أمير المنطقة الشرقية رئيسا للمجلس وعضوية كل من: الأمير سعود بن طلال بن بدر محافظ الأحساء، الأميرة هيفاء بنت محمد بن سعود بن خالد نائب وزير السياحة للاستراتيجية والاستثمار، المهندس إبراهيم بن محمد السلطان المستشار في الديوان الملكي، الأستاذ حامد بن محمد فايز نائب وزير الثقافة، المهندس منصور بن هلال المشيطي نائب وزير البيئة والمياه والزراعة وممثل من وزارة الطاقة.